# DEx4-es autóút (Románia)
A DEx4-es autóút (románul: Drumul expres DEx4) épülő gyorsforgalmi út Romániában, Torda és Dés között. Tervezett teljes hossza 70 km, ebből 5 km áll építés alatt.

## Története

### Torda–Kolozsvár
Első, 5 km-es szakasza az A3-as autópályát és a DN1-es főutat köti össze Tordatúr közelében. A kivitelezési szerződést 2023 júliusában írták alá a román–spanyol Dimex 2000 Company Kft. – Obras Publicas y Regadios – OPR Asphalt – Autotehnorom – CON-A Operations Kft. konzorciummal, az átadás határideje 2025 eleje. A 18 hónapos munkát 562,6 millió lej+ÁFA összegért vállalta a kivitelező. A szakasztól azt várják, hogy az autópályát a DN1-es főúton keresztül a Bányabükk–Apahida elkerülő úttal (DN1N) összekötve tehermentesítse Tordát és Kolozsvárt az átmenő forgalomtól.

### Kolozsvár–Dés
Bár 2021-ben egy tendert már kiírtak a mintegy 75 km-es Kolozsvár–Dés szakasz megvalósíthatósági tanulmányának elkészítésére, de akkor ebből nem lett semmi. A CNAIR végül egy újabb versenytárgyalás után, 2024 decemberében írta alá a szerződést. A tervezésre 21 hónap áll rendelkezésre.